# Жирардовски окръг
Жирардовски окръг (на полски: Powiat żyrardowski) е окръг в Централна Полша, Мазовско войводство. Заема площ от 532,54 км2. Административен център е град Жирардов.

## География
Окръгът се намира в историческата област Мазовия. Разположен е в западната част на войводството.

## Население
Населението на окръга възлиза на 76 573 души (2013 г.). Гъстотата е 144 души/км2.

## Административно деление
Административно окръгът е разделен на 5 общини.
Градска община:
- Жирардов

Градско-селска община:
- Община Мъшчонов

Селски общини:
- Община Вискитки
- Община Пушча Марянска
- Община Раджейовице

## Фотогалерия
- Жирардов
- Мшчонов